# Gestión del color
En los sistemas de imagen digital se denomina gestión del color a la conversión controlada entre las representaciones del color de varios dispositivos, como escáneres, monitores, pantallas de TV, filmadoras, prensas offset y medios similares.
El objetivo de la gestión del color es obtener una buena correspondencia entre dispositivos en color; por ejemplo, un vídeo debería mostrar el  mismo color en un ordenador, en una pantalla de plasma y en un fotograma impreso. La gestión del color ayuda a obtener la misma apariencia en todos estos dispositivos, suministrando a los dispositivos adecuados las necesarias intensidades de color.
La implementación de esta tecnología se realiza a nivel del sistema operativo, bibliotecas de apoyo, la aplicación y los dispositivos. Una visión de la gestión del color es la plataforma cruzada compatible con ICC. El Consorcio Internacional del Color (ICC) es una alianza industrial que definió un estándar abierto para un módulo de correspondencia de colores (Color Matching Module - CMM), a nivel de sistema operativo y un perfil de color para los dispositivos y un espacio de trabajo (espacio de color que el usuario edita).
Hay otras aproximaciones a la gestión del color usando perfiles ICC. Esto es debido en parte a su historia y también a otras necesidades que engloba el estándar ICC. Las industrias del cine y la TV utilizan muchos de los mismos conceptos, pero a menudo confían en soluciones a medida. La industria del cine, por ejemplo, usa tablas de correspondencia para caracterizar el color. A nivel del consumidor, la gestión del color se aplica en mayor medida a la fotografía que al vídeo, en el cual la gestión del color es todavía incipiente.

## Hardware

### Caracterización
Para describir el comportamiento de varios dispositivos de salida, deben ser comparados (medidos) en relación con un estándar. A menudo se realiza primero un proceso llamado linealización, para contrarrestar el efecto de la corrección gamma que se realizó para conseguir la mayoría de las limitadas trayectorias de 8 bits de color. Los instrumentos usados para la medición de los dispositivos incluyen colorímetros y espectrofotómetros. Como resultado medio, la gama de color del dispositivo se describe en forma de datos de medición aislados. La transformación de los datos de medición aislados a un formato más regular, utilizable por la aplicación, se denomina perfilado. El perfilado es un complejo proceso que incluye cálculos matemáticos, computación intensa, opinión, prueba e interacción. Tras esto, se ha creado una descripción de color idealizada del dispositivo. Esta descripción se denomina perfil.

### Calibración
La calibración es similar a la caracterización, excepto que puede incluir ajustes del dispositivo. A veces la gestión del color se evita calibrando los dispositivos a un espacio color estándar como sRGB; cuando esta calibración se realiza bien, no son necesarias más transiciones de color para lograr que todos los dispositivos manejen los colores en forma consistente. Esta exención de complejidad en la gestión del color fue uno de los objetivos del desarrollo del sRGB.

## Perfiles de color

### Incrustado
Los formatos de imágenes (como TIFF, JPEG, PNG, EPS, PDF y SVG) pueden contener perfiles ICC incrustados pero no son obligatorios por el formato de imagen. El estándar ICC se creó para aunar a desarrolladores y fabricantes. El estándar ICC permite el intercambio de las características de los dispositivos de salida y espacios de color en forma de metadatos. Esto permite la incrustación de perfiles de color en imágenes así como su almacenamiento en una base de datos o directorio de perfiles.

### Espacios de trabajo
Los espacios de trabajo, tales como sRGB o Adobe RGB, son espacios de color que facilitan los buenos resultados en la edición. Por ejemplo, los píxeles con iguales valores de R, G, B deberían aparecer sin cambios. Usar un espacio de trabajo (o gama) grande en general produce los mejores resultados, sobre todo en la edición de imágenes, en operaciones como ajustes de niveles o curvas, pero su representación en dispositivos de gama cromática estrecha puede dar como resultado posterización, mientras que usar un espacio de trabajo pequeño desembocará en clipping (recorte de color), pérdida de riqueza cromática Esta compensación es responsabilidad crítica para el editor de imágenes.

## Traslación de color
La traslación del color, o conversión del espacio color, es la traslación de la representación del color de uno a otro. Este cálculo se necesita donde los datos son intercambiados dentro de una cadena de gestión de color. Convertir la información del color perfilado a distintos dispositivos de salida se logra referenciando los datos del perfil en un espacio color estándar. Es fácil convertir colores de un dispositivo a un estándar definido y desde ese espacio color a los colores de otro dispositivo. Cerciorándose de que ese espacio de color de referencia cubre la mayor parte de los colores que un ser humano puede percibir, este concepto permite intercambiar colores entre muchos dispositivos de color diferentes.

### Espacio de Conexión de Perfil
En la terminología del International Color Consortium, una traslación entre dos espacios de color puede realizarse a través de un Espacio de Conexión de Perfil (Profile Connection Space - PCS): Espacio Color 1 → PCS (CIELAB o CIEXYZ) → Espacio Color 2; las conversiones dentro y fuera del PCS son específicas del perfil.

### Correspondencia de gama
Ya que dispositivos distintos no tienen la misma gama, necesitan algún reajuste cerca de los bordes de la gama. Algunos colores necesitan ser desplazados al interior de la gama ya que, de otro modo, no podrían ser representados en el dispositivo de salida y simplemento serían recortados. Por ejemplo, imprimir un azul muy saturado de un monitor a papel con una impresora típica CMYK probablemente fallará. El azul del papel no estará saturado. Por el contrario, el cyan brillante de una impresora de chorro de tinta no se puede representar con facilidad un monitor de pc normal. El sistema de gestión de color puede utilizar varios métodos para conseguir los resultados deseados y dar a usuarios experimentados el control sobre el comportamiento de correspondencia de gama.

### Propuestas de visualización
Cuando la gama del espacio color de origen supera al de destino, es posible que aparezcan colores saturados (representados de manera imprecisa). El módulo de gestión del color puede resolver el problema de varias maneras. La especificación ICC incluye cuatro propuestas de visualización (Rendering intents): Colorimétrico absoluto, Colorimétrico relativo, Perceptual, y Saturación.
Colorimétrico absoluto
Las colorimetrías absoluta y relativa en el fondo usan la misma tabla pero difieren en el ajuste del medio de punto blanco. Si el dispositivo de salida tienen una gama mucho más grande que el perfil de origen, p. ej., si todos los colores en origen pueden ser representados en la salida, usar la propuesta de visualización colorimétrica absoluta daría de manera "ideal"
(ignorando ruido, precisión, etc) una salida exacta de los valores CIELAB. De manera perceptible, los colores podrían parecer incorrectos, pero las medidas instrumentales la salida resultante corresponderían con el origen. Los colores que se quedan fuera de la prueba de impresión del rango de colores del sistema son referenciados al borde de la gama del color. La colorimetría absoluta es útil para obtener un color específico exacto (por ejemplo, el azul IBM) o para cuantificar la precisión de métodos de correspondencia.
Colorimétrico relativo
El fin de la colorimetría relativa es ser fiel al color especificado, con solo un ajuste para los medios. La colorimetría relativa es útil para pruebas, ya que se consigue una idea de cómo una impresión en dispositivo aparecerá en otro. Las diferencias entre medios será lo único a ajustar. Obviamente hay que seguir concordando gamas. Normalmente esto se realiza de un modo en que se mantienen el tono y la iluminación a costa de reducir la saturación. El colorimétrico relativo es la propuesta de visualización por omisión en la mayoría de los sistemas.
Perceptual y Saturación
Las propuestas Perceptual y Saturación se aplican donde en realidad, el resultado depende del fabricante de perfiles. Aquí es donde algunos competidores en este mercado se diferencian del resto. Estas propuestas deberían ser desarrolladas por el fabricante para que las imágenes satisfactorias tengan lugar con la propuesta perceptual mientras que las gráficas que saltan a la vista aparezcan con la propuesta de Saturación. Esto se consigue a través del uso de distintas reasignaciones perceptuales de los datos así como distintos métodos de asignación de gamas. Se recomienda usar la visualización perceptual para separaciones de color.

## Implementación

### Módulo de Gestión de Color
El Módulo de correspondencia de color (también llamado -Método o -Sistema) es un algoritmo de software que ajusta los valores numéricos que al ser recibidos o enviados a diferentes dispositivos el color que producen permanece consistente. El concepto clave es cómo gestionar un color que no puede ser reproducido en un cierto dispositivo para mostrarlo a través de un dispositivo distinto como si visualmente fueran el mismo color, como cuando el rango de colores reproducibles entre transparencias de color y materiales impresos son distintos. No hay un método común para este proceso, y el rendimiento depende de la capacidad de cada método de correspondencia de color
Algunos Módulos de Gestión de Color (CMM, Color Management Module) conocidos son ColorSync, LittleCMS y ArgyllCMS.

### A nivel de Sistema Operativo
Comenzando con Windows Vista, la gestión en Windows se realiza a nivel de S.O. a través de un estándar de administración de color compatible con ICC V4 y una API conocida Windows Color System. (WCS) WCS sustituye al sistema Administrador de imágenes en color (Image Color Management - ICM) de Windows 2000 y XP, originalmente escrito por Heidelberg
Mac OS X y los clásicos Mac OS de Apple Inc. disponen desde hace tiempo su propio módulo, ColorSync.
Los sistemas operativos que usan X Window System, como Linux, para los gráficos usan perfiles ICC. La mayoría de las aplicaciones gráficas importantes, como Digikam, Gimp, Krita, Rawtherapee, Ufraw, Scribus o Inkscape entre otras, admiten plenamente la gestión de color, algunas por medio de LittleCMS, pero el soporte en general aún (2011) no es tan completo como en otros sistemas, si bien va incrementándose día a día.

### A nivel de aplicación
La mayoría de los navegadores ignoran los perfiles de color. Con las notables excepciones de Safari 2.0 y Mozilla 3.0, aunque en este caso inhabilitada por defecto, los usuarios pueden habilitarla por medio de un añadido o configurando el valor "gfx.color_management.enabled" a "true" en el fichero "about:config". El actual Firefox 3.1 tiene la gestión de color habilitada por defecto solo para imágenes señalizadas (con tags). Fast Picture Viewer, un visor comercial de imágenes para Windows incluye soporte total de gestión de color (perfiles de imágenes y monitor)